# Otacilia taiwanica
Otacilia taiwanica is een spinnensoort uit de familie van de Phrurolithidae.
De wetenschappelijke naam van de soort werd in 1993 als Phrurolithus taiwanicus gepubliceerd door Hayashi & Yoshida.